# 蔡報國
蔡報國 MP （1953年2月3日—），加拿大政治人物和商人，2015年至2021年曾以加拿大保守黨黨員身份擔任加拿大國會下議院議員，代表安大略省約克區的萬錦－於人村選區。
他於1953年在印度旁遮普邦出生，1974年移居加拿大，1988年加入連鎖快餐集團比薩比薩，從入門級職位陸續晉升為分店經理、區域營業經理、和營業及市場推廣總監，此外還在大多倫多地區擁有五家比薩比薩特許加盟店、一家印度餐館以及其他餐飲業務。
他於2008年首次角逐公職，在同年聯邦大選代表加拿大保守黨競逐眾議院怡陶碧谷北選區（Etobicoke North）議席，但敗予聯邦自由黨候選人。2011年聯邦大選他轉戰萬錦－於人村選區，不敵角逐連任的聯邦自由黨候選人麥家廉。該屆大選後眾議院選區進行重組，麥家廉於2015年聯邦大選改往新成立的萬錦－湯山選區競選，而蔡報國則於界線重劃後的萬錦－於人村選區參選，最終擊敗自由黨的江邦固及其他候選人，首度晉身眾議院。他在該屆國會擔任眾議院公民及移民常務委員會成員，和保守黨的公民、移民及難民事務助理評議員。

## 外部連結
- Bob Saroya （页面存档备份，存于）－蔡報國個人網站
- 加拿大國會網站 蔡報國議員簡介